# Chinami Nishimura
Pour les articles homonymes, voir Nishimura.
Cet article concerne la seiyū. Pour la femme politique, voir Chinami Nishimura (femme politique).
Chinami Nishimura (西村 ちなみ, Nishimura Chinami) est une seiyū japonaise. Elle est née dans la préfecture de Chiba le 18 novembre 1970. Elle est employée par 81 Produce.

## Filmographie
- Air Kanna
- Aria Aria
- Atelier Iris: Eternal Mana Lita Blanchimont
- Bleach Kiyone Kotetsu
- Blue Gender Elena
- Cyber Team in Akihabara Uzura Kitaurawa
- Gate Keepers Fen Feiling
- GeGeGe no Kitaro Neko Musume
- Iczer Girl Iczelion Kiiro Iijima
- Jubei-chan Ohzaru
- Kaleido Star Mia Guillem
- Zatch Bell! Koko
- Little Snow Fairy Sugar Greta
- Magic Knight Rayearth Princess Aska
- Maze: Bakunetsu Jiku Randy
- Mobile Suit Gundam : The 08th MS Team Kiki Rosita
- Ojarumaru Ojarumaru Sakanoue, Komachi Ono, Hoshino Mama
- Onegai Teacher Nacchan
- Onegai Twins Nacchan
- Pokémon Junsa Officier Jenny, Hikari's Pachirisu et autres
- Revolutionary Girl Utena Mari
- Smile PreCure! Reika Aoki / Cure Beauty
- Tamayura: More Aggressive Mutsuko Shimokamiyama
- Taro the Space Alien Kyoko Asada
- UFO Ultramaiden Valkyrie Hydra, Akidora (Akidra)
- Variable Geo series Tamao Mitsurugi
- Yes! PreCure 5: Miracle Advanture in the Mirror Kingdom Dark Dream
- Princess Maker 2 Daughter